# اسخنکل‌دیک، کورن‌دیک
اسخنکل‌دیک (به هلندی: Schenkeldijk) یک منطقهٔ مسکونی در هلند است که در کورن‌دیک واقع شده‌است. اسخنکل‌دیک ۸۰ نفر جمعیت دارد.